# جونسون کلارک-هریس
جونسون کلارک-هریس (انگلیسی: Jonson Clarke-Harris؛ زادهٔ ۲۱ ژوئیهٔ ۱۹۹۴) بازیکن فوتبال اهل بریتانیا است.
از باشگاه‌هایی که در آن بازی کرده‌است می‌توان به باشگاه فوتبال پیتربورو یونایتد، باشگاه فوتبال دونکستر راورز، باشگاه فوتبال اولدهام اتلتیک، باشگاه فوتبال روترهام یونایتد، باشگاه فوتبال ساوتند یونایتد، باشگاه فوتبال بری، باشگاه فوتبال کاونتری سیتی، و باشگاه فوتبال میلتون کینز دونز اشاره کرد.